# 摩天大楼博物馆

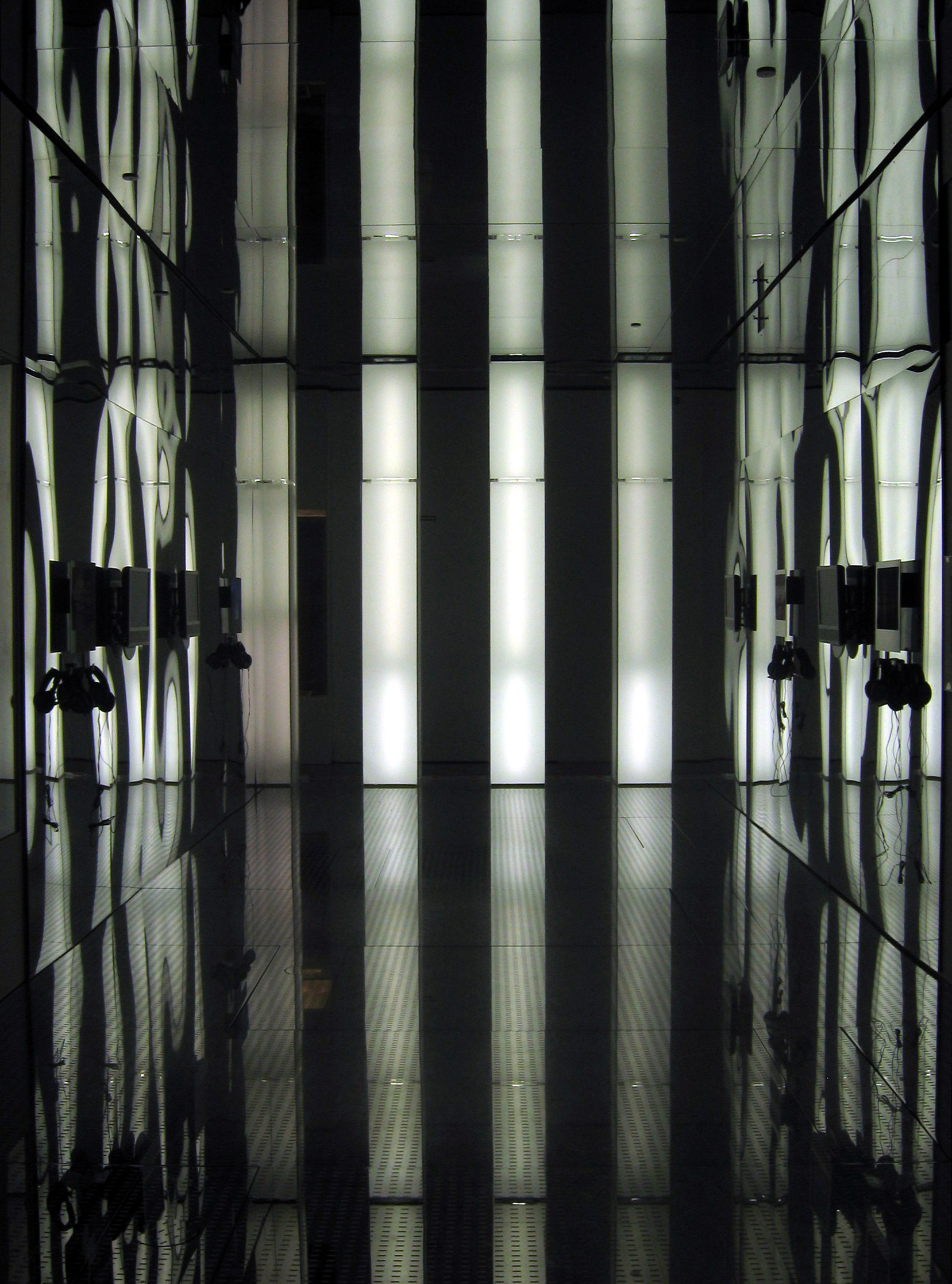

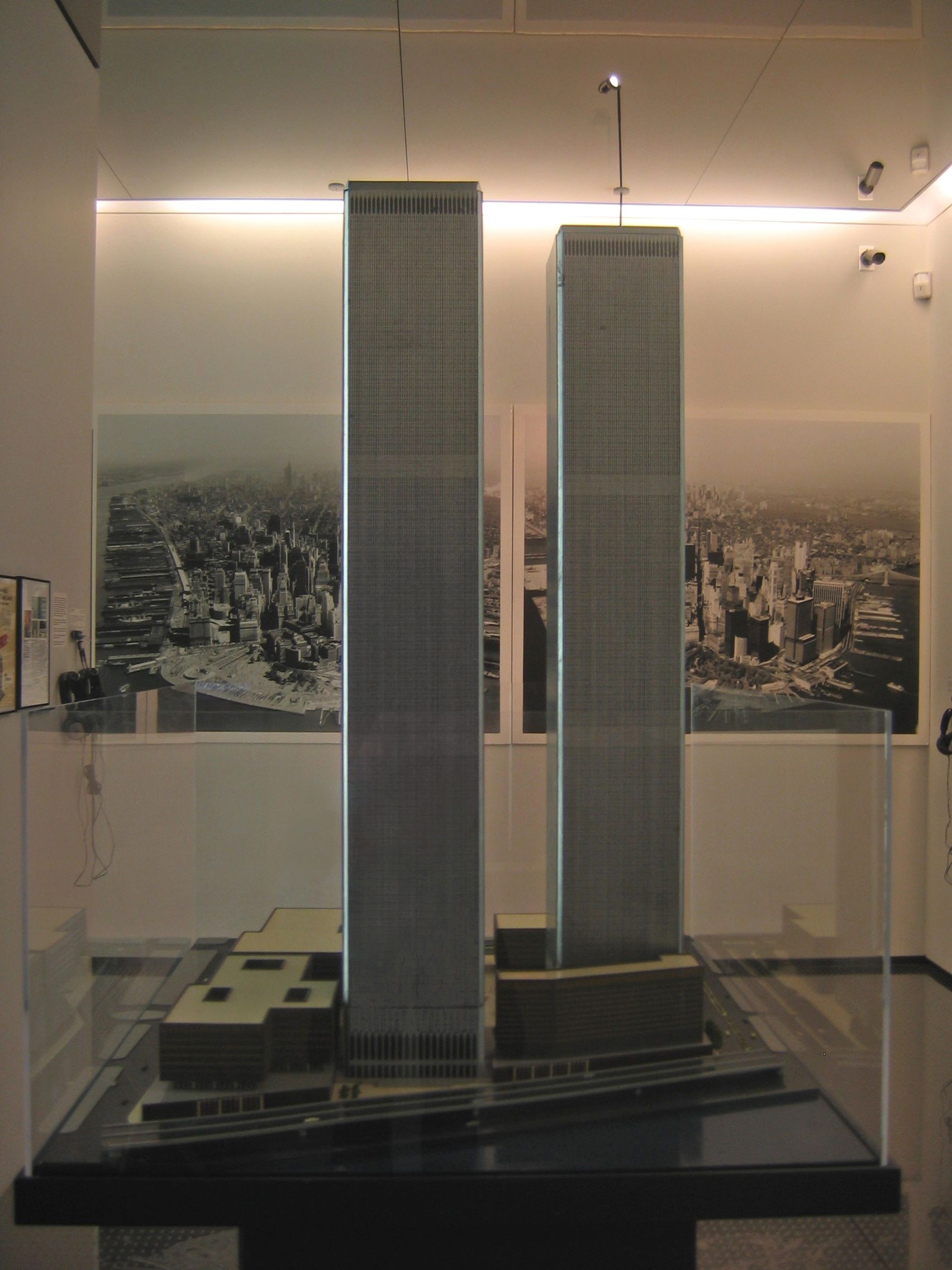

摩天大楼博物馆（英語：Skyscraper Museum）是一个位于纽约市曼哈顿南端的砲台公園城的建筑博物馆。

## 历史
成立于1996年。顾名思义，博物馆专注于高层建筑“作为技术的产品、设计的对象、建筑的工地、房地产的投资以及工作和居住的场所。”摩天大楼博物馆还纪念纽约的建筑遗产以及创建纽约天际线的人们。
该博物馆早期设在曼哈顿下城的临时场地，距离世界贸易中心很近。911袭击事件之后，博物馆暂时关闭。2004年3月在炮台公园坊39号的永久馆址重新开放，是911袭击之后曼哈顿下城开设的第一家博物馆。博物馆占地面积5,800-平方英尺（540-平方）
摩天大楼博物馆由哥伦比亚大学建筑史与城市研究教授卡罗尔·威利斯创立， 其中包括两个展览空间，分别用于永久展览和临时展览，书店和位于书店上方的办公室。博物馆可以从地下室的斜坡到达。
新址由SOM建築設計事務所无偿设计 。